# Claes Witting
Claes Reinhold Georg Joachim Witting, född 23 februari 1921 i Bjurbäck, Skaraborgs län, död 9 januari 2013 i Uppsala, var en svensk docent, författare och målare.
Han var son till komministern Ivar Fredrik Witting och Ellen Maria Broman och mellan 1946 och 1964 gift med Maja Franzén. Witting blev student vid Uppsala universitet och docent i fonetik 1960. Som författare utgav han diktsamlingen Jagbunkern 1949 och funderingar kring en träskulptur i Bjurlövs kyrka Det sanna korset 1987 samt en rad fackböcker. Han var vid sidan av sitt arbete verksam som akvarellmålare och medverkade i några Uppsalautställningar med landskapsskildringar från skärgården och strandbilder samt samlingsutställningar i Skövde och Stockholm.